# Pavetta pusilliflora
Pavetta pusilliflora är en måreväxtart som beskrevs av Cornelis Eliza Bertus Bremekamp. Pavetta pusilliflora ingår i släktet Pavetta och familjen måreväxter.
Artens utbredningsområde är Thailand. Inga underarter finns listade i Catalogue of Life.